# Halothamnus subaphyllus
Halothamnus subaphyllus är en amarantväxtart som först beskrevs av Carl Anton von Meyer, och fick sitt nu gällande namn av Viktor Petrovitj Botjantsev. Halothamnus subaphyllus ingår i släktet Halothamnus och familjen amarantväxter.

## Underarter
Arten delas in i följande underarter:
- H. s. charifii
- H. s. psammophilus
- H. s. subaphyllus

## Bildgalleri

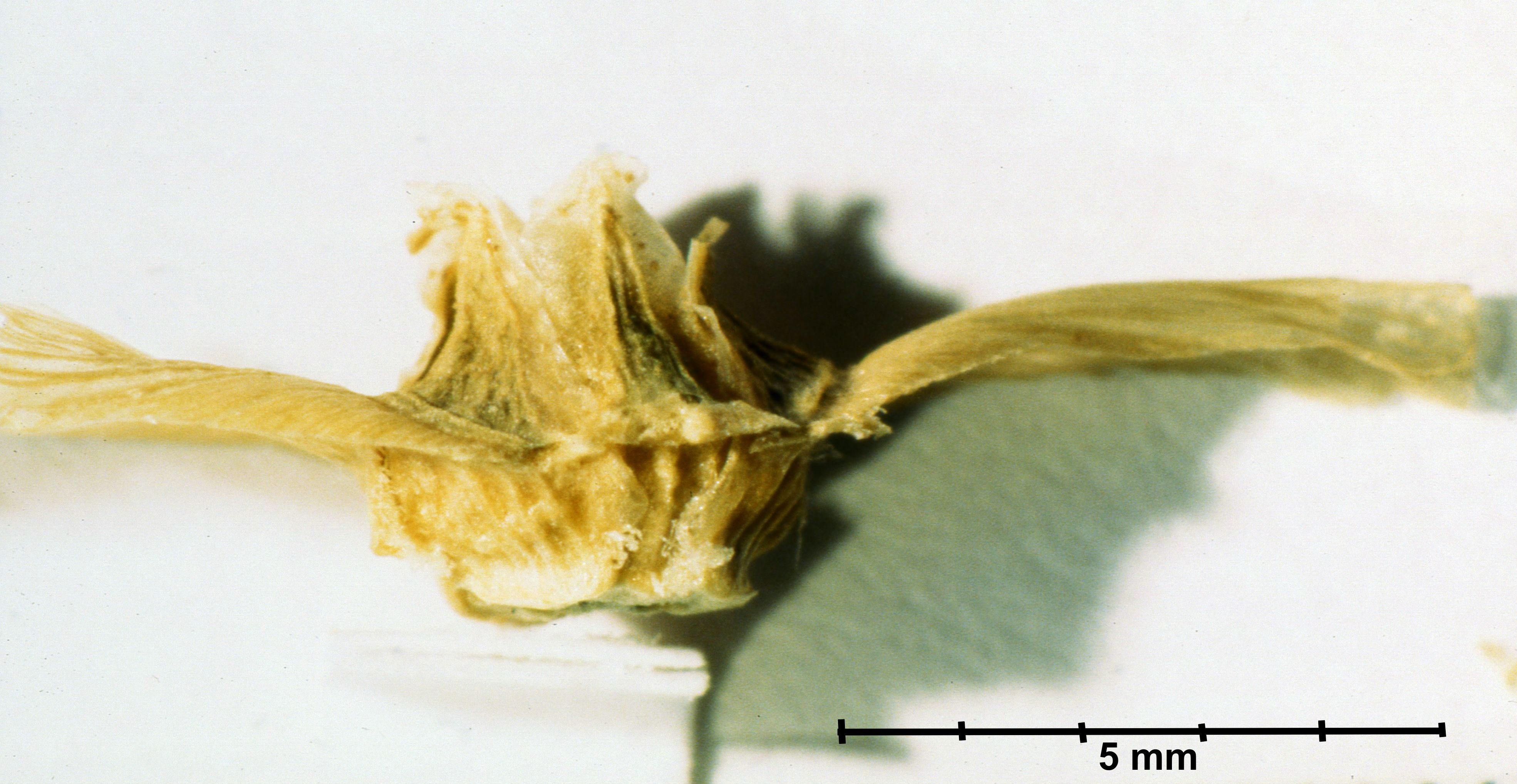
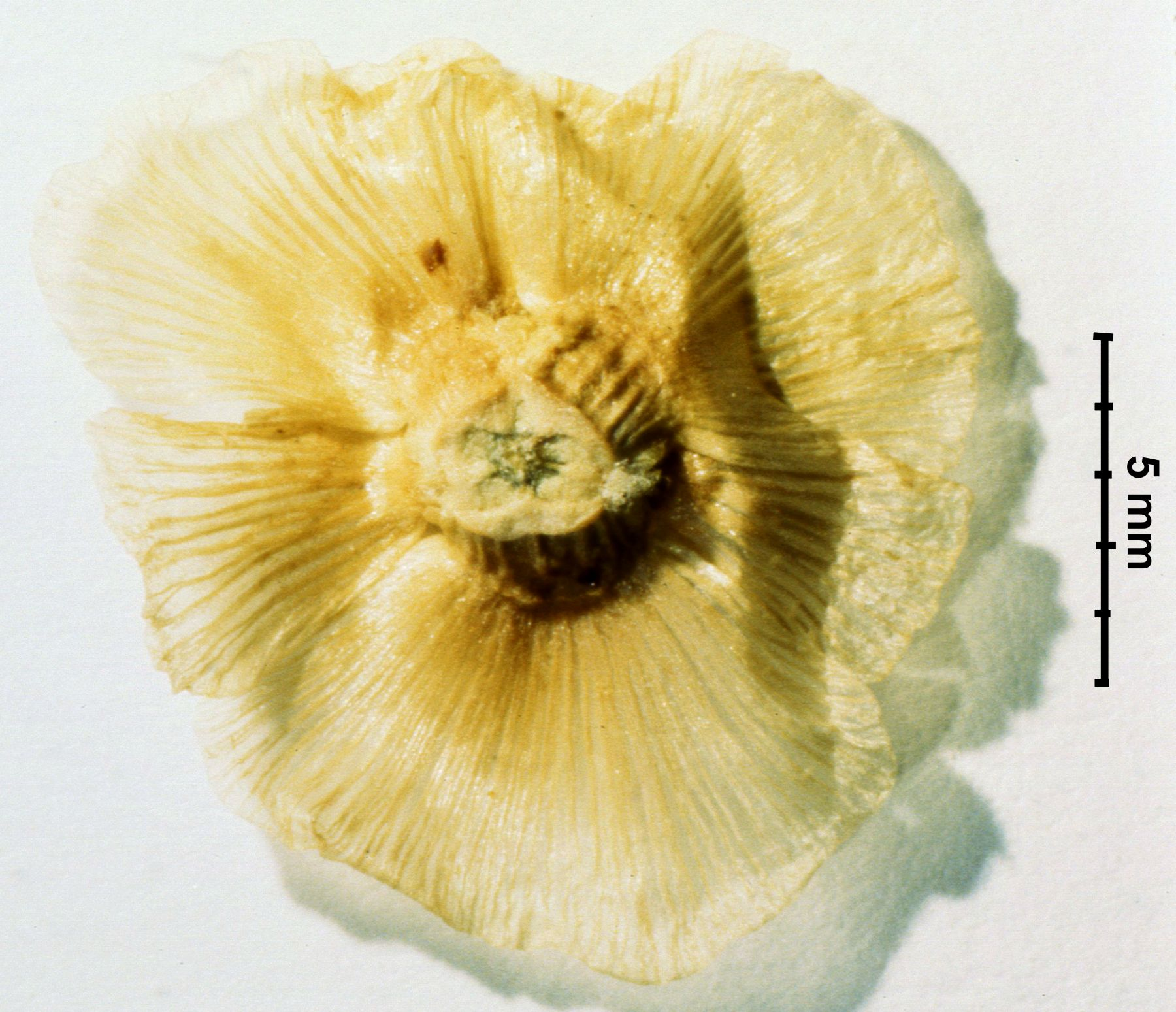